# فريديريك روسيف
فريديريك روسيف (بالفرنسية: Frédéric Rossif)‏ (16 فبراير 1922 - 18 أبريل 1990)، هو صانع أفلام وثائقية ومخرج سينمائي وتلفزيوني فرنسي تخصص بشكل أساسي في الأفلام الوثائقية. 

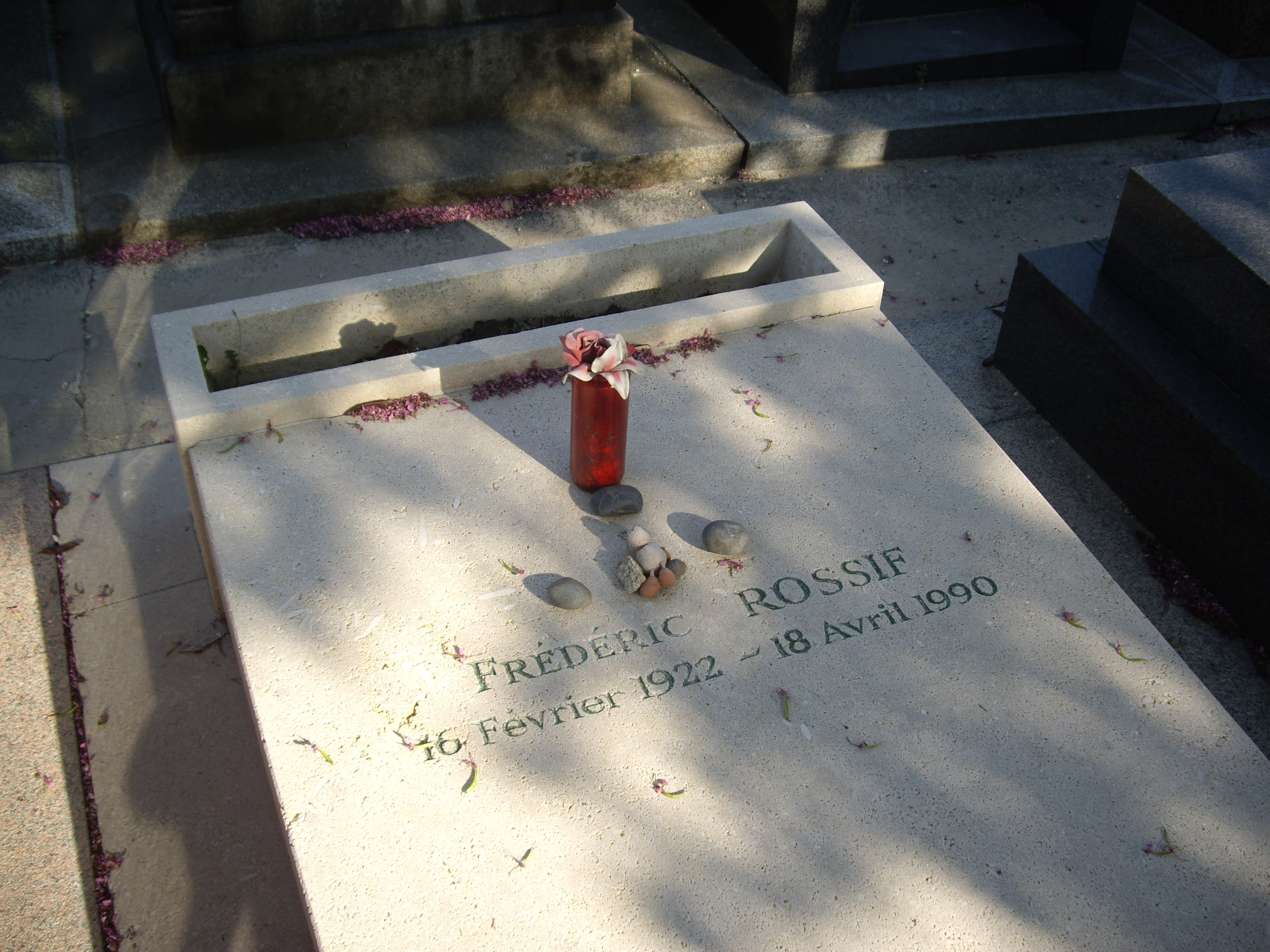
قبر فريديريك روسيف في Cimetière du Montparnasse

## وصلات خارجية
- Frédéric Rossif في قاعدة بيانات الأفلام على الإنترنت
- صفحة فريديريك روسيف في Vangelis Movements